# 경찰라디오방송
경찰라디오방송(警察廣播電臺)은 중화민국 내정부 경찰서(警政署) 소유의 라디오 방송국이다. 1954년 3월 1일 타이베이시에서 개국하였다. 개국 당시에는 타이완 성 정부 소유였으나, 1998년 12월 20일에 타이완 성 정부가 기능이 정지된 뒤인 1999년 7월 1일부터 내정부 경찰서가 소유하게 되었다. 경찰라디오방송은 공영 방송인 관계로 상업 광고를 하지 않고 있다.

## 같이 보기
- 중화민국 내정부